# Byrsonima wadsworthii
Byrsonima wadsworthii är en tvåhjärtbladig växtart som beskrevs av Elbert Luther Little. Byrsonima wadsworthii ingår i släktet Byrsonima och familjen Malpighiaceae. Inga underarter finns listade i Catalogue of Life.